# Бобылёв, Александр Иванович
Алекса́ндр Ива́нович Бобылёв (род. 1950) — российский советский тракторист, депутат Верховного Совета СССР.

## Биография
Родился в 1950 году. Украинец. По состоянию на 1974 год — член ВЛКСМ. Образование среднее.
С 1966 года — рабочий, затем тракторист совхоза. В 1969—1971 годах служил в Советской Армии. С 1971 года — тракторист—машинист совхоза «Комсомольский» Одесского района Омской области РСФСР.
Депутат Совета Союза Верховного Совета СССР 9 созыва (1974—1979) от Таврического избирательного округа № 247 Омской области.